# Celso Garrido Lecca
Celso Garrido Lecca (* 9. März 1926 in Piura; † 11. August 2025 in Lima) war ein peruanischer Komponist.

## Leben und Wirken
Garrido Lecca studierte am Conservatorio Nacional de Música de Lima bei Rodolfo Holzmann und Andrés Sas. Er setzte seine Studien 1950 in Santiago de Chile fort, wo er unter dem Einfluss von Musikern wie Domingo Santa Cruz Wilson und Fré Focke die atonale Musik, die serielle Musik und die Dodekaphonie kennenlernte.
Seit 1954 wirkte er als Komponist für das Instituto del Teatro der Universidad de Chile, wo er auch mit Víctor Jara zusammenarbeitet. 1964 ging er nach Tanglewood, wo er Schüler von Aaron Copland war. Seit 1965 unterrichtete er am Departamento de Composición der Universidad de Chile, das er bis 1973 leitete.
Nach dem Militärputsch in Chile 1973 kehrte er zurück nach Peru und übernahm einen Lehrstuhl für Komposition am Conservatorio Nacional de Música in Lima, dessen Leiter er von 1976 bis 1979 war. Mit Manuel de Elías gründete er 1999 in Lima das Colegio de Compositores Latinoamericanos de Música de Arte.
Garrido Lecca starb am 11. August 2025 im Alter von 99 Jahren.

## Auszeichnungen
- 2000: Tomás-Luis-de-Victoria-Preis

## Werke
- Orden für Klavier, 1953
- Sinfonía en tres movimientos für Orchester, 1960
- Laudes I für Orchester, 1963
- Elegía a Machu Picchu für Orchester, 1965
- Intihuatana für Streichquartett, 1967
- Antaras für doppeltes Streichquartett, 1968
- Estudio Nº 1 für Tonband, 1970
- El movimiento y el sueño für zwei Erzähler, Doppelchor, Kammerorchester und Tonband, 1972
- Popular Cantata Kuntur Wachana (nach Federico García Lorca) für Chor und Ensemble, 1973
- Danzas Populares Andinas für Violine und Klavier, 1979
- Retablos Sinfónicos für Orchester, 1980
- Trío para un nuevo tiempo für Violine, Cello und Klavier, 1986
- A la memoria de Víctor Jara (Streichquartett Nr. 2), 1988
- Sonata-Fantasía für Cello und Orchester, 1989
- Concierto para guitarra y orquesta, 1990
- Encuentros y Homenajes (Streichquartett Nr. 3), 1991
- Laudes II für Orchester, 1993
- Introspecciones (Sinfonie Nr. 2) für Orchester, 2000
- Secuencias für Violine und Orchester, 2002
- Epitafio Encendido für Erzähler und Orchester nach Texten von Pablo Neruda, 2003
- Canto vivo al atardecer für Bariton und Orchester, 2008